# Atriplex cana
Atriplex cana är en amarantväxtart som beskrevs av Carl Friedrich von Ledebour. Atriplex cana ingår i släktet fetmållor, och familjen amarantväxter. Inga underarter finns listade i Catalogue of Life.